# Przesunięcie poparcia wyborczego
Przesunięcie poparcia wyborczego – przepływ głosów, który dokonuje się pomiędzy partiami uczestniczącymi w rywalizacji politycznej. Bada się go w okresie oddzielającym od siebie dwie kolejne elekcje lub w dłuższej perspektywie czasowej. Jego rozmiar jest powszechnie uważany za wskaźnik stabilizacji bądź destabilizacji politycznej.
Wpływają nań takie czynniki jak:
- zmiany w strukturze elektoratu np.:
  - ”kurczenie się” klasy robotniczej
  - wzrost liczbowy klasy średniej
  - zmiany demograficzne
- przekształcenia systemu wyborczego
- przeobrażenia systemu partyjnego np.:
  - zmiana liczby partii
  - włączenie się w rywalizację polityczną nowych uczestników
  - zmiana strategii rywalizacyjnych stosowanych przez partie polityczne

Wyróżnia się trzy poziomy przesunięcia wyborczego:
1. Przesunięcie netto
Obliczenie zysków i strat poszczególnych partii. Wielkość transferu głosów jaki dokonał się między poszczególnymi partiami.
Indeks przepływu głosów zaproponował duński politolog M. Pedersen. Oblicza się go porównując wyniki dwóch kolejnych elekcji. Uwzględnia się tu tylko bezwzględną wartość różnicy w wynikach, które osiągnęły poszczególne ugrupowania. Wartość przesunięcia jest równoznaczna sumie zysków uzyskanych przez partie, które polepszyły swój wynik wyborczy, do której dodaje się procent głosów zdobytych przez partie nieuczestniczące w poprzednich wyborach. Nie bierze się zatem pod uwagę partii, które wynik swój pogorszyły.
2. Przesunięcie międzyblokowe
Przesunięcie poparcia wyborczego między odmiennymi blokami politycznymi.
S. Bartolini i P. Mair zauważają, że o ile wyborcy skłonni są odwracać się od konkretnych partii, które ich zawiodły, to znacznie mniej prawdopodobne jest, że zwolennicy lewicy poprą prawicę i odwrotnie.
3. Przesunięcie brutto
Całościowy, rzeczywisty transfer głosów. Jest to bardzo trudny do obliczenia indeks, jednak daje on najbardziej wiarygodne wyniki, gdyż indeks przesunięcia netto nie jest równoznaczny z ustaleniem wielkości rzeczywistego transferu głosów, jaki dokonał się między poszczególnymi partiami. Wynika to z faktu, że grupa wyborców, zmieniająca swoje preferencje i przerzucająca głosy na inne ugrupowania, może być znacznie liczniejsza niż, wynika to z porównania bilansu zysków i strat. Fakt, że dana partia utrzymała lub nieznacznie zmieniła swoje poparcie nie świadczy o tym, że uzyskała ona poparcie tych samych wyborców.